# 숭고
미학에서 숭고란 위대함을 나타내는 용어로, 물리적, 도덕적, 지적, 형이상학적, 미적, 정신적, 또는 예술적인 것을 포함한다. 이 용어는 특히 계산, 측정 또는 모방의 가능성을 넘는 위대함을 나타낸다.

## 고대 철학
숭고에 대한 최초의 알려진 연구는 롱기누스에 기인한다. 이것은 기원과 저자가 확실하지 않지만 1세기에 쓰여진 것으로 생각된다. 롱기누스의 경우 숭고함은 특히 수사학의 맥락에서 위대하거나 고상하거나 고상한 생각이나 언어를 설명하는 것이다. 따라서 숭고한 것은 더 큰 설득력으로 경외와 존경심을 일으킨다.

## 근대 철학
아름다움과 구별되는 자연의 미적 특성으로서의 숭고한 개념의 발전은 18 세기 제3대 섀프츠베리 백작 앤서니 애슐리쿠퍼와 존 데니스의 저작에서 처음으로 주목을 받았다.
에드먼드 버크는 숭고 개념을 발전시켰다. 버크는 숭고와 미가 상호 배타적이라고 주장한 최초의 철학자였다. 숭고와 미의 관계는 상호 배타성 중 하나이지만 둘 다 즐거움을 제공할 수 있으며, 숭고함은 공포를 불러 일으킬 수 있지만 지각이 허구라는 것을 아는 것은 즐거운 것이라고 주장하였다.
1764년 이마누엘 칸트는 관찰 대상의 정신 상태에 대한 그의 생각을 기록하려고 시도했다. 그는 숭고한 것이 고귀한 것, 훌륭함, 무서운 것의 세 가지 종류라고 주장했다.
게오르크 빌헬름 프리드리히 헤겔은 숭고를 문화적 차이의 표식이자 동양 예술의 특징이라고 생각했다. 역사에 대한 그의 목적론적 견해는 그가 "동양" 문화를 덜 발달되고 정치적 구조 측면에서 더 독재적이며 신의 법칙을 더 두려워하는 것으로 간주했다는 것을 의미했다. 그는 중국 예술의 특징 인 복잡한 세부 사항의 초과 또는 이슬람 예술의 패턴이 숭고의 전형적인 예라고 믿었으며 이러한 예술 형식의 탈 체화와 무형 함이 시청자에게 압도적인 미적 감각을 불러 일으켰다고 주장했다.

## 현대 철학
20세기 신칸트 미학의 독일의 철학자와 이론가 맥스 데소어는 다섯 개 주 미적 형태(미적인 것, 숭고한 것, 비극적인 것, 추한 것, 우스운 것)를 공식화했다.
장 프랑수아 리오타르에 따르면 미학의 주제로서 숭고한 것은 모더니즘 시대의 주요 특징이었다. 리오타르는 모더니스트들이 인간 조건의 제약으로부터 지각자의 해방으로 미적인 것을 대체하려고 시도했다고 주장했다. 그에게 있어 숭고한 의미는 인간의 이성에서 아포리아를 가리키는 방식에 있다. 그것은 우리의 개념적 힘의 가장자리를 표현하고 포스트모더니즘 세계의 다양성과 불안정성을 드러낸다.

## 같이 보기
- 뉴미너스